# Bundesautobahn 995
Die Bundesautobahn 995 (Abkürzung: BAB 995) – Kurzform: Autobahn 995 (Abkürzung: A 995) – verbindet die südwestlichen Teile Münchens mit der Bundesautobahn 8 (München – Salzburg) und dem Autobahnring München-Ost (A 99). Sie hat eine Länge von rund elf Kilometern und hat durchgehend je Richtung zwei Fahrstreifen und Standstreifen.

## Geschichte
Der gesamte Straßenabschnitt wurde 1972 zu den Olympischen Spielen als „Umgehung Unterhaching – Taufkirchen“ fertiggestellt und dem Verkehr übergeben.

## Status
Trotz der durchgehenden blauen Beschilderung und autobahnmäßigem Ausbauzustand war ursprünglich nur die kurze Strecke zwischen dem Kreuz München-Süd und Sauerlach tatsächlich als Bundesautobahn gewidmet; die Strecke zwischen der Anschlussstelle Sauerlach und der südlichen Grenze der Ortsdurchfahrt München (etwa die Anschlussstelle München-Giesing) war dagegen als Bundesstraße 13 (neu) gewidmet; die Autobahndirektion Südbayern war für diesen Abschnitt nach § 3 Abs. 2 Buchst. a der Verordnung zur Übertragung der Befugnisse nach dem Bundesfernstraßengesetz zuständig. Auf der gesamten Strecke wurde daher keine Autobahn- bzw. Bundesstraßennummer angegeben, nur die Europastraßennummer 54.
Zum 1. Januar 2018 wurde die gesamte Strecke schließlich zur Bundesautobahn 995 (BAB 995) aufgestuft, womit auch neue Schilder installiert wurden, die die Autobahnnummer aufweisen.

## Trivia
Die A 995 trägt die höchste vergebene Autobahnnummer in Deutschland.
Zum 1. Oktober 2019 lagen die Zuständigkeiten für die A 995 wie folgt:
- im Bereich Anschlussstelle München-Giesing (1) und Autobahnkreuz München-Süd mit der A 8 bzw. A 99 (21/95) bei der Autobahnmeisterei Hohenbrunn.